# Dummerstorf
Dummerstorf è un comune del Meclemburgo-Pomerania Anteriore, in Germania.

Appartiene al circondario di Rostock.
Il comune è composto da 7 giugno 2009 dai precedenti comuni del disciolto Amd di Warnow-Ost.
I villaggi componenti sono:
- Dummerstorf con Bandelstorf, Dishley, Göldenitz, Pankelow, Schlage e Waldeck
- Damm con Groß Viegeln, Klein Viegeln e Reez
- Kavelstorf con Griebnitz, Klingendorf e Niex
- Kessin with Beselin and Hohen Schwarfs
- Lieblingshof con Godow, Petschow e Wolfsberg
- Prisannewitz con Prisannewitz-Ausbau, Groß Potrems, Klein Potrems, Scharstorf e Wendorf